# Ian Watson (député canadien)
Pour les articles homonymes, voir Ian Watson (homonymie) et Watson.
Ian Watson, né le 10 avril 1934 au Québec et mort le 2 avril 2023, est un avocat et homme politique fédéral du Québec.

## Biographie
Né à Howick dans le comté de Châteauguay, Ian Watson devint député du Parti libéral du Canada dans la circonscription fédérale de Châteauguay—Huntingdon—Laprairie en 1963. Réélu en 1965, dans Laprairie en 1968, 1972 et 1974 et dans Châteauguay en 1979 et en 1980, il fut défait par le progressiste-conservateur Ricardo López en 1984.
Durant sa carrière politique, il fut secrétaire parlementaire du ministre du Revenu national en 1972, du ministre d'État chargé des Affaires urbaines de 1972 à 1973 et du ministre d'État chargé des Affaires urbaines en 1974.